# DCS色分解
DCS色分解（ディーシーエス色分解、Desktop Colour Separation、DCS）は、Quark社によって導入された拡張されたEncapsulated PostScriptファイル形式である。現在では主に、グレースケール画像の各部分に異なる特色を適用する場合など、複数のチャンネルを使用する特殊なグラフィック作業、特に画像に使用されている。

## ファイル形式
DCSでは、CMYKグラフィックは5つのファイルに分離される。メインファイルと、CMYKプロセスカラーごとに1つずつ、4つの分離前ファイルである。メインファイルには、どの分離ファイルが必要で、どこにあるかという指示と、画像の合成印刷に使用される合成画像情報が含まれている。

## Operation
ポストスクリプトプリンターに出力する場合、プリンタードライバーはメインファイルの情報を読み取り、シアン、マゼンタ、イエロー、ブラックの各ファイルを対応する分版ファイルに割り当てる。

## 関連文献
- 『PostScript詳細解説―PDFの元となった標準ページ記述言語とその実装 /CD-ROM付き』CQ出版社〈OPEN DESIGN BOOKS〉、1997年12月20日。ISBN 9784789818513。
- 『インタプレス―電子出版のためのページ記述言語』丸善、1989年3月30日。ISBN 9784621033500。